# Новоселівка (Охтирський район)
Новосе́лівка — село в Україні, у Тростянецькій міській громаді Охтирського району Сумської області. Населення становить 69 осіб. Колишній орган місцевого самоврядування — Білківська сільська рада.
Після ліквідації Тростянецького району 19 липня 2020 року село увійшло до Охтирського району.

## Географія
Селом пртікає річка Буймир, вище за течією на відстані 1,5 км розташовані села Буймер і Скрягівка, нижче за течією на відстані 1,5 км розташоване село Білка. На річці невелика загата.
Відстань до центру громади становить близько 13 км і проходить автошляхом Т 1913.